# Доброе (Баштанский район)
Доброе (укр. Добре) — село в Баштанском районе Николаевской области Украины.
Основано в 1852 году в качестве еврейской земледельческой колонии. Население по переписи 2001 года составляло 1727 человек. Почтовый индекс — 56156. Телефонный код — 5158.

## Местный совет
56156, Николаевская обл., Баштанский р-н, с. Доброе, ул. Командовского, 2